# جيسي وير
جيسيكا لويس وير (بالإنجليزية: Jessica Lois "Jessie" Ware)‏ هي مغنية وكاتبة أغاني إنجليزية بريطانية ولدت في يوم 15 أكتوبر 1984 في مدينة لندن عاصمة المملكة المتحدة، في سنة 2012 أنتجت ألبوم Devotion وإحتل المركز الخامس في اللائحة الأسبوعية للألبومات الأعلى مبيعاً في المملكة المتحدة وإحتلت أغنيتها Wildest Moments واغنية Tough Love المراكز العشرة الأولى في المملكة المتحدة.

## وصلات خارجية
- جيسي وير على موقع IMDb (الإنجليزية)
- جيسي وير على موقع ميوزك برينز (الإنجليزية)
- جيسي وير على موقع رولينغ ستون (الإنجليزية)
- جيسي وير على موقع أول ميوزيك (الإنجليزية)
- جيسي وير على موقع ديسكوغز (الإنجليزية)
- جيسي وير على موقع قاعدة بيانات الفيلم (الإنجليزية)

- الموقع الرسمي